# غوستاف ليلينتال
غوستاف ليلينتال (بالألمانية: Gustav Lilienthal)‏ (و. 1849 – 1933 م) هو باني ‏، ومهندس معماري، وطيار ألماني، ولد في آنكلام، توفي في برلين، عن عمر يناهز 84 عاماً.